# مساعدات إنسانية

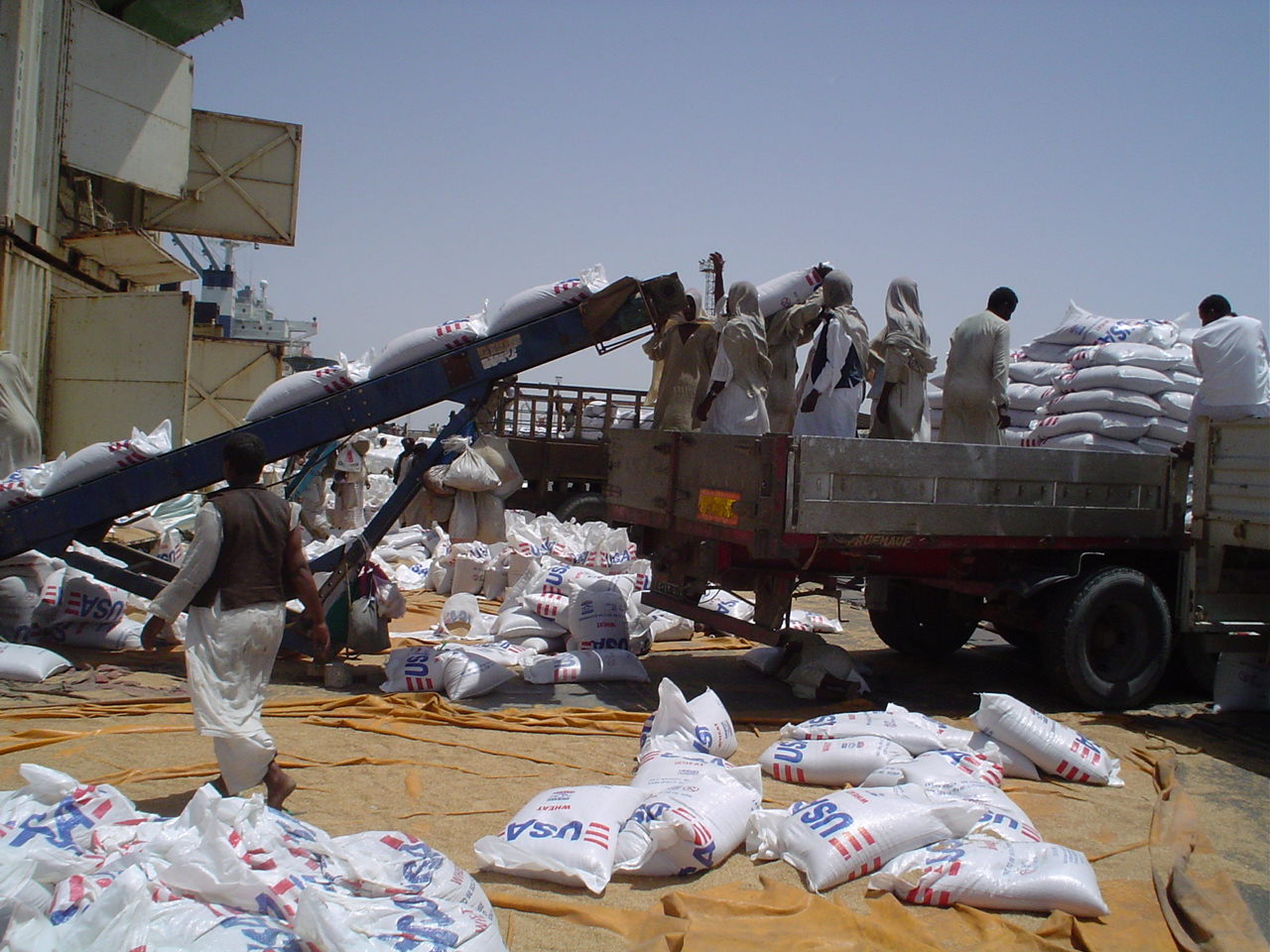
تقدم الوكالة الأمريكية للتنمية الدولية إمدادات غذائية أساسية بالمجان أو بأسعار مدعمة لدول عربية عدة - الصورة من بورتسودان.

المساعدات الإنسانية تمنحها عادة الدول الثرية إلى الدول الفقيرة، أو المؤسسات الخيرية للفقراء.تعد المساعدة الإنسانية مساعدة مادية لمساعدة هؤلاء الذين يحتاجوا لمد يد العون إليهم. تكون المساعدة عادة مساعدة قصيرة الأجل حتى تُستبدل بالمساعدة طويلة الأجل من جانب الحكومة والمؤسسات الأخرى. أشار تقرير نشرته شبكة الجامعات الأوروبية حول مهنية العمل الإنساني إلى أن المساعدة الإنسانية «بمثابة تعبير أساسي عن القيمة العالمية للتضامن بين البشر والواجب الأخلاقى».

يندرج المشردون واللاجئون وضحايا الكوارث الطبيعية والحروب والمجاعات ضمن الأشخاص الذين في حاجة للمساعدة. ويعد الهدف الأساسى للمساعدة الإنسانية هو إنقاذ الأرواح والحد من المعاناة واحترام الكرامة الإنسانية. تقدم المساعدة الإنسانية التي تكون مساعدة مادية أو لوجيستية لأغراض إنسانية وعادة ما تكون استجابة لأزمات إنسانية تشمل الكوارث الطبيعية أو كوارث يتسبب بها الإنسان. ويكون الهدف الرئيسي من المساعدة الإنسانية هو إنقاذ الأرواح وتخفيف المعاناة والحفاظ على الكرامة الإنسانية. ولذلك يمكن تمييزها عن المساعدة الإنمائية التي تسعى إلى معالجة العوامل الاجتماعية والاقتصادية الكامنة والتي يترتب عليها أزمات أو طوارئ.
تهدف المساعدة الإنسانية إلى إرسال اغاثة قصيرة الأمد للضحايا إلى أن تقدم الحكومة والمؤسسات الأخرى إغاثة طويلة الأمد. تُعتبر المساعدة الإنسانية «تعبيرٍ أساسي عن القيمة العالمية للتضامن بين البشر والواجب الأخلاقى». يمكن أن تقدم المساعدة الإنسانية سواء من مجتمعات دولية أو محلية. حيث تنسق إدارات مختلفة، في الفلبين؛ فيما بينها لتقديم الإغاثة لكن الاستجابة الأولى عادةً ما تأتي من وحدة الحكم المحلى وتليها منظمات المجتمع المدني. يتولى مكتب الأمم المتحدة لتنسيق الشئون الإنسانية (OCHA) تنسيق الاستجابات لحالات الطوارئ وذلك للوصول إلى المجتمعات الدولية. وهويضم أعضاء اللجنة الدائمة المشتركة بين الوكالات التي يتولى أعضاؤها مسئولية تقديم إغاثة الطوارئ. وجهات الأمم المتحدة الأربعة التي لها أدواراً رئيسية في تقديم المساعدة الإنسانية هي: برنامج الأمم المتحدة الإنمائي (UNDP) ومفوضية الأمم المتحدة لشئون اللاجئين (UNHCR) ومنظمة الأمم المتحدة للطفولة (UNICEF) وبرنامج الغذاء العالمى (WFP).

طبقاً لمعهد التنمية الخارجية وهو مؤسسة بحثية مقرها لندن والتي نشرت نتائجها في أبريل 2009 في بحث بعنوان «تقديم المساعدة في بيئات غير آمنة: تحديث 2009» أنه كان عام 2008 هو العام الأكثر فتكاً في تاريخ الإنسانية حيث قُتِل 122 عاملاً من عمال الإغاثة والاعتداء على 260. والدول التي تُعتبر أقل أمناً هي: الصومال وأفغانستان. وأشارت تقارير النتائج الإنسانية في عام 2012 إلى أن الدول التي شهدت الحوادث الحواث المرتفعة هي: أفغانستان وجنوب السودان وسوريا وباكستان والصومال.

## التاريخ

### الأصول

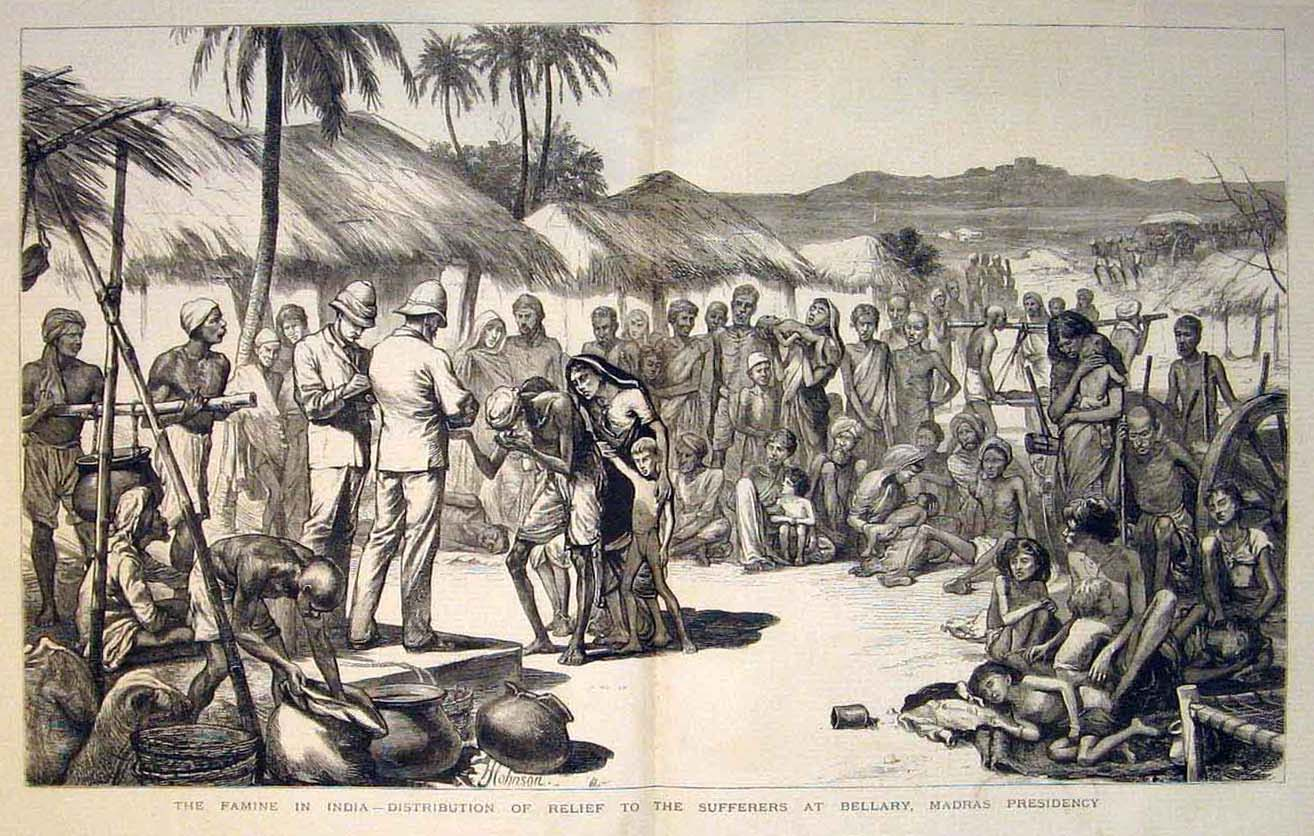
رسم معاصر يوضح توزيع المساعدات في بالاري، بمقاطعة مدراس. من "أخبار لندن المصورة" (1877)

يمكن أن تعود بدايات المساعدة الإنسانية المنظمة إلى أواخر القرن التاسع عشر. وحدثت واحدة من أولى هذه الأمثلة استجابةً لمجاعة الصين الشمالية من عام 1876 إلى 1879 الناجمة عن الجفاف الذي ظهر في شمال الصين عام 1875 والذي أدى إلى تلف المحاصيل في الأعوام التالية. وقد مات مايقرُب من 10 ملايين شخص في هذه المجاعة.
وقد دعا المبشر البريطاني تيموثي ريتشارد أولاً إلى الاهتمام الدولي بالمجاعة في شاندونغ في صيف عام 1876 وناشد الجالية الأجنبية في شنغهاي بالتبرع بالأموال لمساعدة الضحايا. وسرعان ما أُنشِثت لجنة إغاثة مجاعة شاندونغ بمشاركة الدبلوماسيين ورجال الأعمال والمبشرين البروتستانت والرومان الكاثوليك. أُسِست شبكة دولية لجمع التبرعات لمكافحة المجاعة. وأثمرت هذه الجهود عن جمع 204000 تايل من الفضة أي مايُعادل 7-10 مليون دولار من أسعار الفضة في عام 2012.

أُطلِقت حملة متزامنة استجابة للمجاعة الكبرى في الفترة من 1876 إلى 1878 في الهند. وعلى الرغم من تعرض السلطات للانتقاد بسبب موقفها بعدم التدخل أثناء المجاعة فقد اتُخِذت تدابير الإغاثة حتى النهاية. وأنشئ صندوق إغاثة المجاعة في المملكة المتحدة ولقد جمع 426000 جنيهاً إسترلينياً خلال الأشهر القليلة الأولى.

### فترة الثمانينيات

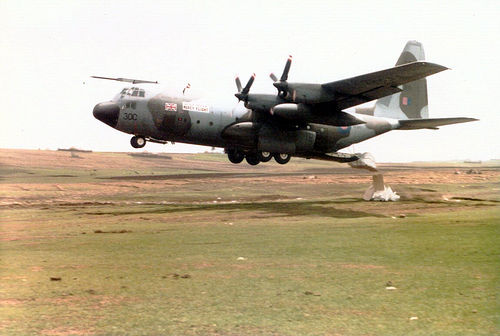
طائرة من طراز لوكهيد سي-130 هيركوليز تتبع سلاح الجو الملكي توزع المساعدات الغذائية خلال مجاعة 1985.

كانت المحاولات الأولى يقودها أفراد القطاع الخاص والذي كان محدوداً في قدراته المالية والتنظيمية. حُشِدت فقط في فترة الثمانينيات التغطية الإخبارية العالمية ودعم المشاهير لتحفيز الحكومة على نطاق واسع لتولي أمر المجاعة والأشكال الأخرى من الاستغاثة استجابةً للكوارث في أنحاء العالم قاطبةً. تسببت المجاعة التي حدثت في أثيوبيا مابين 1983 إلى 1985 في وفاة مايزيد عن مليون شخص والتي وثقها طاقم هيئة الإذاعة البريطانية الإخبارى ووصفها مايكل بورك بأنها «مجاعة الكتاب المقدس في القرن العشرين» و«أقرب شئ إلى الجحيم على الأرض».
دفعت جهود جمع الأموال في عام 1985 بقيادة بوب جيلدوف في «الحفل الموسيقي الخيري (live aid)» ملايين الأشخاص في الغرب للتبرع وحث حكوماتهم على المشاركة في جهود الإغاثة في إثيوبيا. وذهبت بعض العائدات أيضاً إلى المناطق التي ضربتها المجاعة في إريتريا.

### عام 2010
عُقِدت القمة العالمية الأولى حول المساعدة الإنسانية يومى 23 و24 مايو 2016 في مدينة إسطنبول في تركيا. شملت مبادرة الأمين العام للأمم المتحدة بان كي مون «القمة العالمية للعمل الإنساني» مشاركين من الحكومات ومنظمات المجتمع المدني والمنظمات الخاصة والجماعات المتضررة من الاحتياجات الإنسانية. وشملت القضايا التي نُوقِشت ما يلي: منع نشوب النزاعات وإنهائها وإدارة الأزمات وتمويل المعونة.

## التمويل
تُمول المساعدة من خلال تبرعات الأفراد والمؤسسات والحكومات والمنظمات الأخرى. ويزداد التمويل وتقديم المساعدة الإنسانية على الصعيد الدولي مما يجعلها أسرع وأقدر على الاستجابة وأكثر فعالية في التصدي لحالات الطوارئ الكبرى التي تؤثر على أعداد كبيرة من الناس (على سبيل المثال؛ انظر الصندوق المركزي للاستجابة للطوارئ). ينسق مكتب الأمم المتحدة لتنسيق الشئون الإنسانية الاستجابة الإنسانية الدولية للأزمة أو حالة الطوارئ عملاً بقرار الجمعية العامة للأمم المتحدة 46/182.

## توصيل المساعدة الإنسانية
تغطي المساعدة الإنسانية نطاق واسع من الأنشطة بما في ذلك تقديم المعونة الغذائية والرعاية الصحية أو الحماية. تُقدم معظم المعونة في شكل سلع عينية أو مساعدة حيث لايُشكل النقد والشيكات سوى 6% فقط من إجمالي الإنفاق الإنساني. ومع ذلك، فقد بينت الأدلة كيف يمكن للتحويلات النقدية أن تكون أفضل للمستفيدين لأنها تمنحهم الاختيار والسيطرة ويمكن أن تكون أكثر فعالية من حيث التكلفة وأفضل للأسواق والاقتصادات المحلية.

## المساعدة الإنسانية والنزاع
بالإضافة إلى حالات مابعد النزاع يُجرى توجيه جزء كبير من الممساعدة إلى الدول التي تمر بنزاعات حالياً. غير أن فعالية المساعدة الإنسانية ولا سيما المساعدة الغذائية في المناطق المعرضة للصراعات قد انتقدت في السنوات الأخيرة. وكانت هناك تقارير تفيد بأن المساعدة الإنسانية ليست فقط غير فعالة ولكنها تؤجج الصراعات في البلدان المتلقية. يُعد سرقة المساعدة هي إحدى الطرق الرئيسية التي تعزز بها المساعدة الإنسانية النزاع. حيث يمكن أن تستولي الجماعات المسلحة على المساعدة وحتى لو وصلت إلى المتلقين المقصودين فمن الصعب استبعاد ألأفراد المحليين من الميلشيات المحلية من أن يكونوا متلقين مباشرين إذا كانوا يعانوا أيضاً من سوء التغذية ومؤهلين للحصول على المساعدة. علاوة على ذلك؛ تُظهر البحوث الأخيرة حول تحليل العلاقة بين النزاع والمساعدة الغذائية أن مساعدة الولايات المتحدة الغذائية تعزز في المتوسط النزاع الأهلي في الدول المتلقية. أسفرت زيادة مساعدات القمح التي تقدمها الولايات المتحدة إلى زيادة مدة النزاعات المدنية المسلحة في الدول المتلقية كما يُزيد الاستقطاب العرقي من هذا النزاع. ومع ذلك، نظراً لأن البحوث الأكاديمية حول المساعدة والنزاع تركز على دور المساعدة في حالات ما بعد النزاع فإن النتيجة المذكورة أعلاه يصعب تحديدها. تُظهِر البحوث حول العراق مع ذلك؛ أن المشروعات صغيرة الحجم وإنفاق المساعدة المحلية يحد من النزاع من خلال خلق حوافز للمواطنين العاديين لدعم الحكومة بطرق غير ملحوظة. وبالمثل؛ تُظهِر دراسة أخرى أيضاً أن تدفق المساعدة يمكن أن يحد من النزاع لأن زيادة عائدات المساعدة يمكن أن يخفف من قيود الميزانية الحكومية التي يمكن أن تزيد «في المقابل الإنفاق العسكري وردع الجماعات المعارضة عن الانخراط في النزاع». قد تختلف المساعدة الإنسانية المرتبطة بالنزاع تبعاً لنوع وطريقة تلقي المعونة وفي جملة أمور منها: الظروف الاجتماعية والاقتصادية والثقافية والتاريخية والجغرافية والسياسية المحلية في البلدان المتلقية.

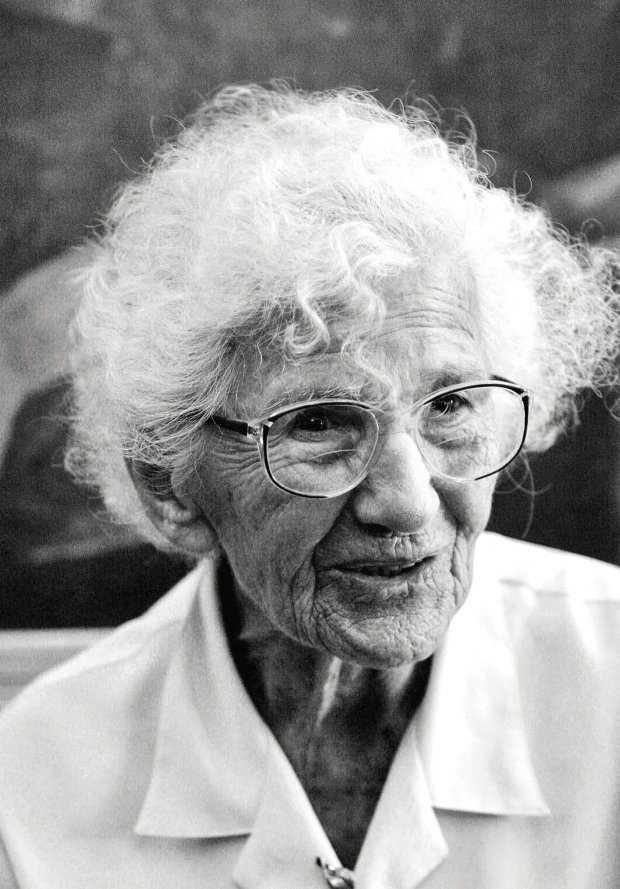
واندا بليسكا، خبيرة بمرض الجذام ومبشرة، أسست مستشفى بولوبا في أوغندا

## عمال الإغاثة

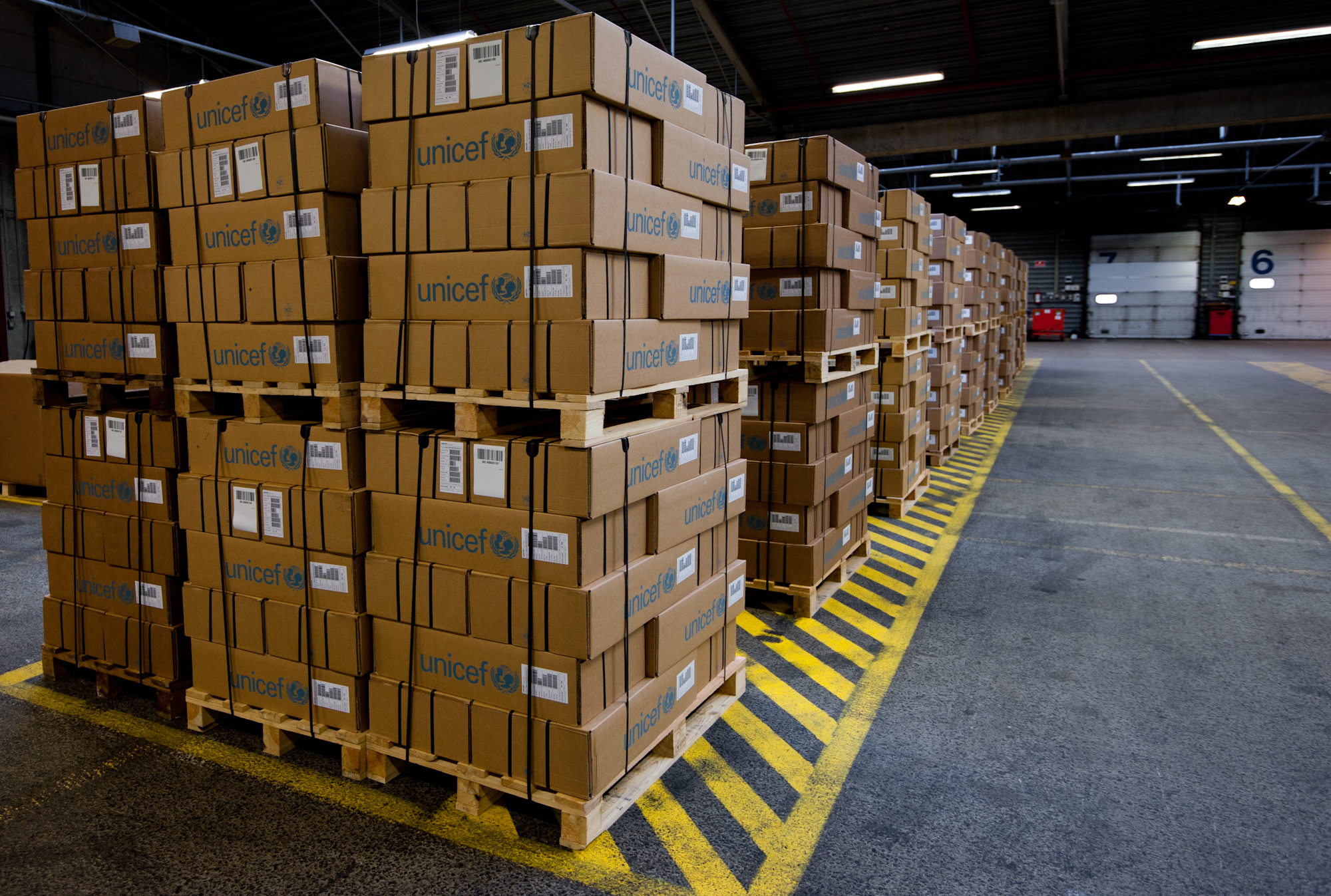
مساعدات إنسانية من اليونيسف جاهزة للتوزيع (غذاء بلامبي نات Plumpy'nut أو أجهزة تنقية المياه المحمولة)

يكون عمال الإغاثة هم الأفراد الموزعين دولياً لأداء عمل المساعدة الإنسانية ويُشترط غالباً أن يكونوا على درجات من الإنسانية ويُوظف معظمهم من جانب منظمات مثل: منظمة إنقاذ الطفولة، ومنظمة أوكسفام، ومنظمة ريدر.

### التكوين
حُسِب إجمالي عدد العاملين في مجال المساعدات الإنسانية في أنحاء العالم جميعها من جانب شبكة ألناب ALNAP وهي شبكة من الوكالات العاملة في منظومة العمل الإنساني، حيث بلغ عددهم 210.800 في عام 2008. ويتألف هذا العدد من حوالي 50% من منظمات المجتمع المدني و25% من حركة الصليب الأحمر/الهلال الأحمر و25% من منظومة الأمم المتحدة.
وقد ازداد عدد العاملين في مجال العمل الإنساني بنسبة 6 في المائة سنوياً على مدى السنوات العشر الماضية.

### المشكلات النفسية

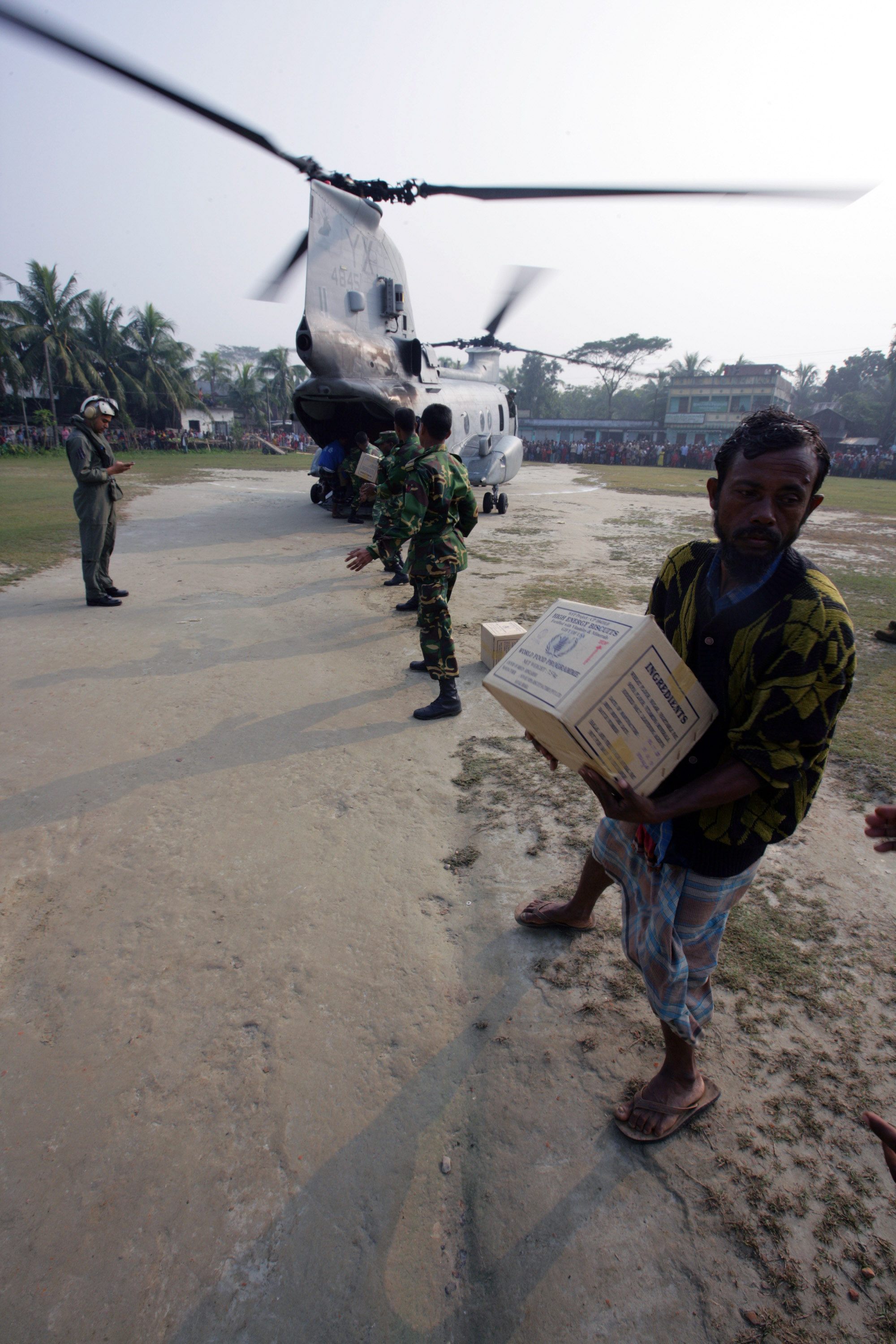
مواطنون من بنجلاديش يفرغون حصص غذائية من طائرة هليكوبتر طراز سي إتش-46 سي نايت تابعة لقوات المارينز الأمريكية من وحدة البعثات البحرية الحادية عشرة بعد إعصار سدر عام 2007.

يتعرض العاملون في مجال المساعدة الإنسانية إلى ظروق صعبة ويتوجب عليهم أن يكونوا مرنين وقادرين على الصمود ومسئولين في بيئة لايُفترض أن يتوافق البشر معها نفسياً وفي مثل هذه الظروف القاسية يكون التعرض للصدمة أمراً شائعاً جداً. أثير في السنوات الأخيرة القلق إزاء الصحة العقلية للعاملين في مجال المساعدة الإنسانية.
تعد القضية الأكثر انتشاراً التي يواجهها العاملون في مجال المساعدات الإنسانية هي اضطراب ما بعد الصدمة. إن التكيف مع الحياة الطبيعية يمكن أن يمثل مشكلة بسبب وجود مشاعر مثل الشعور بالذنب لمجرد العلم بأن العاملين في مجال الإغاثة الدولية يمكنهم مغادرة منطقة الأزمات في حين لا يمكن للمواطنين.
كشف مسح أجرته صحيفة الجارديان عام 2015 مع عمال الإغاثة في شبكة المهنيين العالميين للتنمية أن 79 في المائة منهم يعانون من مشاكل تتعلق بالصحة العقلية.

## المعايير
بدأ مجتمع العمل الإنساني خلال العقد الماضي عدداً من المبادرات المشتركة بين الوكالات لتحسين المساءلة والجودة والأداء في العمل الإنساني. أربعة من أكثر المبادرات المعروفة على نطاق واسع هم: شبكة التعليم النشط للمساءلة والأداء في العمل الإنساني (ALNAP) والشراكة في مجال المساءلة الإنسانية (HAP) ومساعدة الناس People in Aid)) ومشروع سفير. وبدأ الممثلون عن هذه المبادرات الاجتماع سوياً بشكل منتظم في عام 2003 من أجل تقاسم القضايا المشتركة وتنسيق الأنشطة حيثما أمكن.

### مساعدة الناس
يعد قانون مساعدة الناس للممارسات السليمة أداة إدارية معترف بها دولياً لمساعدة وكالات التنمية والمساعدة الإنسانية على تحسين جودة إدارة مواردها البشرية. وتُشكل باعتبارها إطاراً إدارياً وجزءاً من جهود الوكالات الرامية إلى تحسين المعايير والمساءلة والشفافية في ظل تحديات الكوارث والنزاعات والفقر.

### الشراكة الدولية للمساءلة الإنسانية
أنتجت الشراكة الدولية للمساءلة الإنسانية (HAP International) بالتعاون مع شركائها والناجين من الكوارث وآخرين معيار الشراكة الدولية للمساءلة الإنسانية في المساءلة الإنسانية وإدارة الجودة لعام 2007. يهدف نظام الاعتماد إلى تقديم ضمانات بأن الوكالات المعتمدة تدير نوعية أنشطتها الإنسانية وفقاً لمعايير الشراكة الدولية للمساءلة الإنسانية (HAP). ويُعنى اعتماد الشراكة الدولية للمساءلة الإنسانية (HAP) (والتي تكون سارية لمدة ثلاثة أعوام) من الناحية العملية تزويد المراجعين الخارجيين ببيانات البعثات ونظم المراقبة والحسابات مما يتيح مزيداً من الشفافية في العمليات والمساءلة العامة.
كما وضحت الشراكة الدولية للمساءلة الإنسانية (HAP) أن معاييرها لعام 2007 في المساءلة الإنسانية وإدارة الجودة هي أداة لضمان الجودة. وتصبح الجودة قابلة للقياس وتزداد المساءلة في عملها الإنساني من خلال تقييم عمليات المنظمة والسياسات والمنتجات فيما يرتبط بست نقاط مرجعية محددة في المعايير.

الوكالات الني تمتثل للمعايير:
- إعلان التزامهم بمبادئ العمل الإنساني للشراكة الدولية للمساءلة الإنسانية (HAP) وبإطار المساءلة الإنسانية الخاص بها
- تطوير وتنفيذ نظام إدارة الجودة الإنسانية
- تقديم معلومات أساسية عن إدارة الجودة لأصحاب المصلحة الرئيسيين
- تمكين المستفيدين وممثليهم من المشاركة في قرارات البرنامج وموافقتهم عن علم
- تحديد الكفاءات والاحتياجات الإنمائية لفريق العمل
- تأسيس وتنفيذ إجراء معالجة الشكاوى
- إنشاء عملية التحسين المستمر[23]

### مشروع سفير Sphere
يتضمن دليل مشروع اسفير المعايير الدنيا والميثاق الإنساني في الاستجابة للكوارث الذي اعده ائتلاف من الوكالات الإنسانية غير الحكومية البارزة وأرست المبادئ التالية للعمل الإنساني:
- الحق في الحياة بكرامة
- التمييز بين المقاتلين وغير المقاتلين
- مبدأ عدم الترحيل القسري

يستند مشروع الجودة على أداة كومباس للجودة COMPAS وهو مشروع بديل لاسفير مع مراعاة الآثار الجانبية لتوحيد المعايير وتلك التي تعتمد على «الحد الأنى» بدلاً من السعي لتحقيق الجودة. ويتولى قيادة هذا المشروع فريق إدارة الموارد البشرية.

## دائرة المعارف الإنسانية
تهدف الموسوعة الإنسانية التي دُشِنت في يونيو 2017 إلى خلق "إطار مرجعي واضح وشامل متأثراً بالمعرفة المحلية وملائماً للظروف السائدة، بما في ذلك تحليل الدروس المستفادة والممارسات السليمة بالإضافة إلى الرؤى وصناعة القرار والسياسات القائمة على الأدلة. يُعد الجزء الهام في هذه المهمة هو توفير قاعدة بيانات مركزية لتحديد أو توضيح التصورات المختلفة للمفاهيم الأساسية في المساعدة الإنسانية. وتنبع الحاجة إلى ذلك من تجربة هاييتى في أعقاب زلزال عام 2010 حيث أخرجت منظمات المساعدة الدولية مجموعات المساعدة المحلية نتيجة لعدم فهم السياق المحلي ومفاهيم المساعدة مما جعل جهود الإغاثة أقل كفاءة.
يُتوقع أن يكتمل المشروع في غضون خمس سنوات حتى يكون متاحاً الوصول إليه مجاناً ومن المقرر أن تُنشر الأجزاء الأولى على الإنترنت بحلول نهاية عام 2018.